# Wilber Sánchez
Wilber Sánchez, född den 21 december 1968 i Santiago de Cuba, Kuba, är en kubansk brottare som tog OS-brons i lätt flugviktsbrottning i den grekisk-romerska klassen 1992 i Barcelona.